# Station Gardermoen
Station Gardermoen is een station in Gardermoen in fylke Viken  in  Noorwegen. Het station ligt bij de nationale luchthaven van het land en werd geopend in 1998, tegelijk met de openstelling van Gardermobanen, de hogesnelheidslijn tussen het vliegveld en Oslo.
Vanaf het vliegveld rijden de snelle lijnen F1 en F2 naar Oslo en Drammen. Lijn 21 verbindt het vliegveld met Hamar en Trondheim. Daarnaast rijden er stoptreinen naar Skien en Lillehammer.